# 乙拌磷
乙拌磷是一种有机磷酸酯乙酰胆碱酯酶抑制剂，用作杀虫剂。 它由拜耳公司以 Di-Syston 为名生产。 纯净的二磺磷是一种无色油，但用于蔬菜田的技术产品呈深色、淡黄色，并带有硫磺气味。 

## 历史
该物质的使用已受到美国政府的限制。 制造商拜耳于2009年12月31日退出美国市场

## 合成
乙拌磷是通过 2-乙基硫代乙醇 + O,O-二乙基二硫代磷酸氢酯与 β-氯乙基硫乙醚形成硫化物而合成的。

## 用途
德国拜耳公司开发的药物，作为乙酰胆碱酯酶抑制剂。乙拌磷被加工成液体载体颗粒，这些颗粒与肥料和粘土混合，制成钉子，设计用于打入地下。 随着时间的推移，农药被根部吸收并转移到植物的各个部分。 该农药充当胆碱酯酶抑制剂并提供持久的控制。

## 毒性
乙拌磷被列为剧毒物质。 人类的估计口服致死剂量低于5毫克/千克，相当于70千克重的人7滴。不仅口服摄入，皮肤接触和吸入也因急性毒性而致命。 乙拌磷对水生生物也有剧毒，会形成长期持续的急性危害。

### 症状
乙拌磷中毒的症状包括头痛、发绀、虚弱、疲劳、恶心、呕吐、腹部绞痛、腹泻、视力模糊、精神错乱、肌肉协调性丧失和流涎。 当呼吸肌衰竭导致呼吸停止时，可能会导致死亡。  在服用未知剂量乙拌磷的患者中发现的其他症状包括肺泡内出血、支气管出血、肺部水肿和肾小球肿胀。 

### 治疗
颗粒状乙拌磷中毒的治疗应采用重复或长时间洗胃和肠道（洗出体腔）。除了硫酸阿托品外，还可以使用木炭和连续静脉滴注碘化解磷定。 